# Houzui
Houzui (kinesiska: 猴嘴, 猴嘴街道) är en socken i Kina. Den ligger i provinsen Jiangsu, i den östra delen av landet, omkring 290 kilometer norr om provinshuvudstaden Nanjing. Antalet invånare är 24424. Befolkningen består av 11 744 kvinnor och 12 680 män. Barn under 15 år utgör 10,0 %, vuxna 15-64 år 78 %, och äldre över 65 år 11,0 %.
Genomsnittlig årsnederbörd är 1 098 millimeter. Den regnigaste månaden är juli, med i genomsnitt 341 mm nederbörd, och den torraste är januari, med 10 mm nederbörd.